# Bajuran
Bajuran is een bestuurslaag in het regentschap Bondowoso van de provincie Oost-Java, Indonesië. Bajuran telt 3064 inwoners (volkstelling 2010).